# Hevossaari (ö i Norra Österbotten, Oulunkaari)
Hevossaari är en ö i Finland. Den ligger i sjön Jongunjärvi och i kommunen Pudasjärvi i den ekonomiska regionen  Oulunkaari  och landskapet Norra Österbotten, i den centrala delen av landet, 600 km norr om huvudstaden Helsingfors. Öns area är 3,9 hektar och dess största längd är 300 meter i sydöst-nordvästlig riktning.